# Ululodes sanctidomingi
Ululodes sanctidomingi is een insect uit de familie van de vlinderhaften (Ascalaphidae), die tot de orde netvleugeligen (Neuroptera) behoort. 
Ululodes sanctidomingi is voor het eerst wetenschappelijk beschreven door Van der Weele in 1909.